# Kastsiukovіtjy
Kastsjukovitjy (vitryska: Касцюковічы) är en stad i Belarus.   Den ligger i voblasten Mahiljoŭs voblast, i den östra delen av landet, 300 km öster om huvudstaden Horad Mіnsk. Kastsjukovitjy ligger 172 meter över havet och antalet invånare är 15 850.

## Natur
Terrängen runt Kastsjukovitjy är platt, och sluttar söderut. Trakten är glest befolkad. Det finns inga andra samhällen i närheten.